# Candy Costie
Candy Costie, född den 12 mars 1961 i Seattle, USA, är en amerikansk konstsimmare.
Hon tog OS-guld i duett i konstsim i samband med de olympiska konstsimstävlingarna 1984 i Los Angeles.